# Vía Bariloche
 (novembre 2022).
Vía Bariloche est une société commerciale argentine de transport en commun et touristique, basée à Pablo Nogués. Elle a été fondée dans les années 1970 par la famille Trappa, fournissant initialement des services dans la province de Buenos Aires.
L'entreprise possède actuellement 217 véhicules et est la troisième plus grande d'Argentine (données CNRT 2020). Cette flotte représente 6 % de la flotte moyenne et longue distance du pays.
Lors de la pandémie de Covid-19, l'entreprise, comme toutes les autres entreprises du pays, a été sévèrement touchée par la crise, mais a pu reprendre partiellement ses activités en octobre 2020.

## Histoire

### Origines (1970-1992)
L'entreprise a été fondée par les frères Roberto et Rolando Trappa au milieu des années 1970 sous le nom de El Canario. Au départ, ils offraient des services de transfert aux ouvriers d'usine et aux écoliers de la région du Grand Buenos Aires. Au début des années 1980, ils incorporent des services longue distance, en opérant des services charter et, à la demande des agences de tourisme, et commencent à transférer des passagers vers différentes destinations touristiques en Argentine.
Entre 1985 et 1990, la principale destination demandée devient la localité de San Carlos de Bariloche, concentrant environ 70 % de ses opérations et, dans une moindre mesure, les chutes d'Iguazú. Face à la demande croissante de services, l'entreprise établit donc ses opérations à  San Carlos de Bariloche afin d'augmenter et d'améliorer son service technique et opérationnel. C'est à cette époque que la société Vía Bariloche SRL a été créée en 1992, aujourd'hui constituée en société anonyme.
À la fin de l'année 1990, la société est établie en tant que société de voyage et de tourisme et elle obtient, en 1992, la première autorisation officielle accordée par le Secrétariat national des transports pour exploiter une nouvelle modalité appelée « Service exécutif ». En 1993, elle obtient des autorisations pour exploiter les services publics provinciaux Bariloche-El Bolsón et nationaux Bariloche-Esquel et, au cours des années suivantes, les organismes officiels autorisent Vía Bariloche à exploiter de nouvelles lignes.

### Débuts (1992-2004)
Au cours des années 1990, elle obtient des concessions pour les services de transport de passagers à longue distance. En 1992, il effectue son voyage inaugural en couvrant le trajet Buenos Aires - San Carlos de Bariloche - Buenos Aires. En 1993, elle obtient l'autorisation d'exploiter les services publics provinciaux Bariloche-El Bolsón et les services publics nationaux Bariloche-Esquel. Au cours des années suivantes, les organismes officiels ont autorisé Vía Bariloche à exploiter de nouvelles lignes 9, car elle a également demandé et obtenu de la Commission nationale des transports l'autorisation d'effectuer des transports gratuits en tant que services réguliers dans tout le pays.
En 1997, l'entreprise inaugure deux usines de restauration, l'une à Pablo Nogués, dans la province de Buenos Aires, et l'autre à Cipolletti, dans la province de Río Negro, pour fournir des repas et des collations aux services.
En 1998, Vía Bariloche acquiert 90 % de la société Servicios Aéreos Patagónicos Sociedad del Estado (SAPSE) (qui avait été transformée en Sociedad Anónima),, laissant le pourcentage restant aux mains du gouvernement de la province de Río Negro. La même année, par le biais d'un appel d'offres public, la société reprend les itinéraires, la marque et les actifs restants de la société El Valle,, qui avait déclaré faillite cette année-là. Elle était également inscrite au registre national des prestataires de services postaux pour les colis (bien qu'elle ait été radiée en 199917 et réinscrite en 2002).
En avril 1999, la compagnie inaugure sa première liaison internationale entre Neuquén, en Argentine, et Temuco, au Chili. En 1999, Vía Bariloche commence à exploiter le transport interurbain dans le Valle Medio (dans la province de Río Negro) ; cependant, elle cesse d'exploiter ce service en 2002 en raison d'un manque de rentabilité. Le 11 mai 2013, le service est rétabli, étant à nouveau exploité par Vía Bariloche (mais sous le nom de El Valle),.
En 2004, l'entreprise (par l'intermédiaire d'El Canario) commence à exploiter la gare routière de la ville de Cipolletti.

### Actualité (depuis 2004)

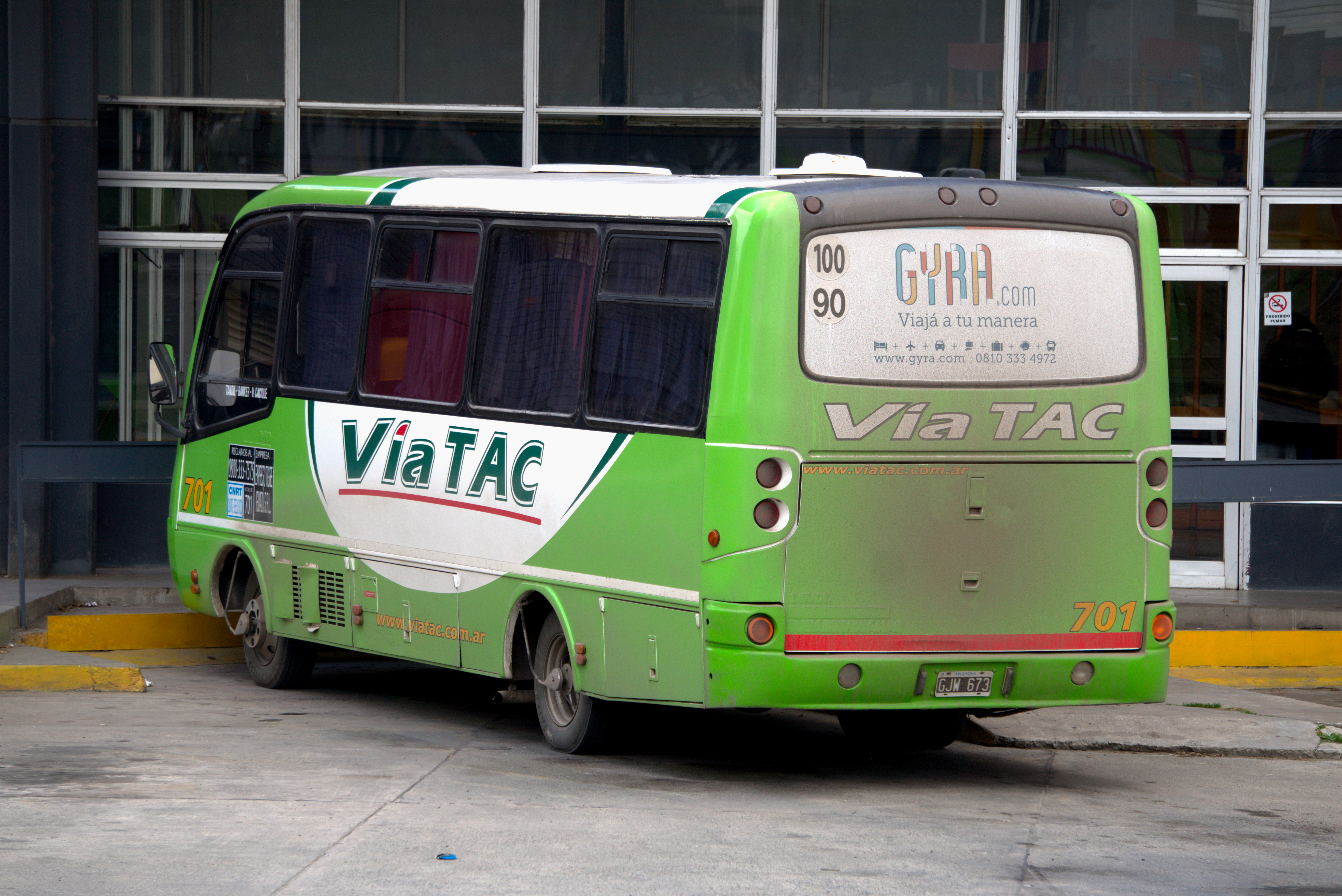
Bus de ViaTAC, filiale de Vía Bariloche.

En 2006, Vía Bariloche exploite 13 services de la Cooperativa de Trabajo Transportes Automotores Cuyo LTDA (connue sous le nom de TAC) en tant que gestionnaire. En 2007, le Secrétariat des transports cède certains des corridors exploités par la TAC à González Tarabelli SRL, après la déclaration en faillite de la société,,. À l'origine, lorsque la TAC a fait faillite, Vía Bariloche, Andesmar, Cata Internacional, Grupo Flecha Bus et Grupo Plaza ont présenté une proposition pour exploiter les services de cette société (par le biais de TAC UTE), qui a été acceptée par les tribunaux. La même année, Vía Bariloche achète l'entreprise Expreso Uspallata, dont l'acquisition s'achève en 2008 ; toutefois, en 2010, elle fait l'objet d'une procédure de faillite publique.
En 2010, elle acquiert 60 % des actions de la société Allense KO-KO,. La même année, la municipalité de Chos Malal renouvelle le contrat de concession qu'elle avait avec la société Albus pour l'exploitation du transport urbain de passagers dans cette ville, car il n'y avait pas de soumissionnaire à l'appel d'offres Transport. Auparavant, la municipalité de Chos Malal avait attribué le transport de passagers directement à Albus en 2003, et le contrat a été prolongé en 2005.
En 2011, Vía Bariloche et Albus se présentent en tant qu'entreprise commune dans le cadre de l'appel d'offres pour le transport en commun dans la ville de Neuquén. L'autre entreprise qui se présente est Indalo SA (opérateur, à l'époque, du service qui, cette année-là, appartenait au Grupo Indalo ; et qui, l'année suivante, a été vendu au Grupo Autobuses Santa Fe), qui se voit réattribuer le service. La même année, les entreprises González Tarabelli SA et KO-KO se présentent en tant qu'entreprise commune à l'appel d'offres pour le transport en commun à San Martín de los Andes. Les autres soumissionnaires sont KO-KO SRL (exploitant à l'époque du transport urbain de cette ville ; sans lien avec KO-KO qui appartient à Vía Bariloche) et Expreso Colonia,. Expreso Colonia se voit attribuer le transport urbain. Par la suite, l'UTE dépose un recours devant la Cour suprême sur la question des notes attribuées aux entreprises et une demande de mesure conservatoire afin que le soumissionnaire retenu ne commence pas à exploiter le transport urbain,,, ; ce recours a toutefois été rejeté.
En 2018, Vía Bariloche, par le biais de la société Vía Cargo, a fait partie du programme national Transporte Inteligente,, pour l'amélioration de l'efficacité énergétique dans le secteur du transport de marchandises en Argentine.

### Boca et River
En 2020 et 2021, Via Bariloche est le bus officiel et le sponsor des clubs de football argentines Boca Juniors et River Plate,. Les unités spéciales destinées à transporter les équipes bénéficient de mesures de sécurité supplémentaires.